# 傅幹
傅 幹（ふ かん、175年 - ?）は、中国後漢時代末期の政治家。字は彦材、または彦林。小字（幼名）は別成。本貫は涼州北地郡霊州県（現在の寧夏回族自治区呉忠市利通区）。父は傅燮。子は傅玄。

## 経歴
| 姓名           | 傅幹                                                                  |
| 時代           | 後漢時代                                                              |
| 生没年         | 175年(熹平4年) - 没年不詳                                             |
| 字・別号       | 彦材（字）                                                            |
| 本貫・出身地等 | 涼州北地郡霊州県                                                      |
| 職官           | 徴士〔曹操〕→参軍〔曹操〕 →丞相倉曹属、扶風太守〔曹操〕 ※着任順は不明 |
| 爵位・号等     | -                                                                     |
| 陣営・所属等   | 馬騰→曹操                                                             |
| 家族・一族     | 父: 傅燮 子：傅玄                                                     |

幼年期は父が漢陽太守を務めていたため、西涼にいた。中平4年（187年）、当時の涼州刺史耿鄙の悪政に反乱した異民族により、漢陽城が包囲された。当時13歳だった傅幹が父に降伏を勧めたものの、父はその進言を拒否し部下に傅幹の後事を託し戦死した。
傅幹はその後、元耿鄙の部下であった馬騰に仕えた。建安7年（202年）、馬騰が冀州の袁尚や并州の高幹と手を結び、曹操に対抗しようとすると
「『徳に順じる者は盛え、徳に逆らう者は滅ぶ』と言います。曹公は天子を奉じて暴乱を除き、法令は明らかで上下が団結しています。これは順徳の者であることを現しております。袁氏は強大な家系に頼り、朝廷に背き、胡虜（匈奴）を使って中原を侵略させています。これは逆徳の者である証拠です。将軍は今、朝廷に仕えながら袁氏にも通じようとしています。元々、将軍は中原の成り行きを見守るおつもりだったはずです。今後、曹氏と袁氏の勝敗が決したら、朝廷は将軍の罪を責める詔を発し、真っ先に将軍を誅滅するでしょう」と進言した。
これを聞いた馬騰が恐れ始めると「智者は禍を福に転じるものです。今、曹公は袁氏と戦い、高幹・郭援が河東を攻撃しています。曹公に万全の計があっても、河東の危機を脱することは難しいでしょう。将軍がこの機に高幹等を討てば、袁氏の片腕を破ることになり、曹公の危機を除くことができます。曹公が必ず将軍に感謝し、将軍の功名は比類なきものになるはずです」と諌め、曹操への敵対を思い留まらせた。これにより馬騰は、子の馬超や龐徳を曹操の援軍に派遣し、高幹・郭援の軍を撃破した。
その後、傅幹は曹操配下に転じた。建安17年（212年）、劉備が益州の劉璋を攻撃すると、丞相掾の趙戩が「劉備に平定は無理だ」と主張したが、徴士となっていた傅幹は「劉備の器量に加え、諸葛亮・関羽・張飛の3人の補佐があるため、平定に成功する」と反論した。そして事実、傅幹の言う通りとなった。
建安19年（214年）秋7月、曹操が孫権を討伐しようとすると、参軍となっていた傅幹は、徳をもって懐柔するのが良いとして征伐を諌めたが、聞き入れられなかった。結局この征伐は、捗捗しい戦果を残せずに終わっている。
『三国志』魏書武帝紀によれば、傅幹の官位は丞相倉曹属で終わったとあるが、『後漢書』傅燮伝によれば扶風太守まで至ったとある。
小説『三国志演義』でも、史実同様に曹操の南征を諌める場面で登場している。しかしここでは史実と異なり、曹操はこの諫言を受け入れている。また、馬騰の元配下であったことは記されていない。